# Jill Stuart
Jill Stuart (Nueva York, 5 de enero de 1965) es una diseñadora de moda estadounidense. 

## Biografía
Jill Stuart vendió su primera colección en Bloomingdale's cuando todavía tenía quince años y asistía a la Manhattan's Dalton School. Después asistirá a la Escuela de Diseño de Rhode Island. Produjo su primera colección en 1993 lanzando al mercado prodoctos innovadores como la mochila de moda, el vestido de cóctel o las faldas kilt. En la película Clueless se muestran muchas piezas de su primera colección de ropa deportiva, lo que le da a la diseñadora una gran reputación internacional.